# Slotklooster
Een slotklooster is een klooster waar weinig of geen contact met de buitenwereld toegelaten wordt. Hiertoe zijn ze grotendeels zelfvoorzienend. De kloosterlingen mogen het slot of de clausuur enkel in uitzonderlijke omstandigheden verlaten. Onder de bewoners (slotzusters) kan er een zwijgplicht gelden.
Meestal valt de kapel buiten de clausuur en zijn er gastenkamers en spreekkamers die voor iedereen toegankelijk zijn.

## Voorbeelden
- Cisterciënzers
- Kartuizers